# 八木誠一
八木 誠一（やぎ せいいち、1932年2月15日 - ）は、日本の新約聖書学者、神学者、宗教哲学者。東京工業大学名誉教授。

## 経歴
1932年、神奈川県横浜市生まれ。実家は無教会系のクリスチャンホームであった。1955年、東京大学教養学部ドイツ科を卒業し、1962年、同大学院西洋古典学専攻博士課程を単位取得満期退学。ゲッティンゲン大学で学んだ。
1960年に関東学院大学専任講師となり、1964年に助教授昇進。しかし、関東学院大学において新約聖書への批判的言辞は研究にとどめ、授業では教授しないことを求められて学問の自由の立場から同大を辞職。東京工業大学助教授となり、1975年に教授昇進。1967年に学位論文『新約思想の成立』を九州大学に提出して文学博士号を取得。退官後は1988年から桐蔭横浜大学教授、2000年から客員教授。2000～2002年には、ハンブルク大学客員教授を務めた。スイス・ベルン大学では客員教授となるとともに、名誉神学博士を受けた。日本基督教学会理事長、東西宗教交流学会会長。

## 研究内容
- その研究は新約聖書学から出発し、仏教との対話を媒介とし、キリスト教と仏教の交点に立って、宗教の本質を探っている。
- 若い時期にはキリスト教への傾倒が強かったものの、その後1980年代に至るまでは一時仏教に極めて近い立場をとっているようにも見えた。フロント構造論[4]や言語への批判を手掛かりに、統合の概念を中心とした普遍的な宗教のあり方を探り続けている。滝沢克己との論争、久松真一を含めた禅仏教への批判がある。

## 著作物
著書
- 『新約思想の成立』新教出版社 1963
- 『聖書のキリストと実存』新教出版社 1967
- 『イエス』清水書院 1968
- 『キリストとイエス －聖書をどう読むか』講談社現代新書 1969
- 『キリスト教は信じうるか 本質の探究』講談社現代新書 1970
- 『新約思想の探求 第一論文集』新教出版社 1972
- 『仏教とキリスト教の接点』法藏館 1975
- 『イエス・キリストの探求 愛とは何か・生きるとは何か』産報ブックス 1976
- 『イエスと現代』NHKブックス 1977
  - 平凡社ライブラリー
- 『現代にとって宗教とは 対談・生きがい論を超えて』日本経済新聞社 1979
- 『愛とエゴイズム』東海大学出版会 1979
- 『イエスとニヒリズム』青土社 1979
- 『自我の虚構と宗教』春秋社 1980
- 『パウロ』清水書院 Century books 1980
- 『パウロ・親鸞　イエス・禅』（法藏館、1983）
- 『ほんとうの生き方を求めて 共存のフロント構造』講談社現代新書 1985
- 『フロント構造の哲学 仏教とキリスト教の相互理解のために』法蔵館 1988
- 『宗教と言語・宗教の言語』日本キリスト教団出版局 1995
- 『宗教とは何か：現代思想から宗教へ』法藏館 1998
  - 文庫化 法蔵館文庫
- 『新約思想の構造』岩波書店、2002）
- 『ふくろうのつぶやき：思想のショート・ショート 』久美出版 2005
- 『場所論としての宗教哲学　仏教とキリスト教の交点に立って』法藏館 2006
- 『イエスの宗教』岩波書店 2009
- 『〈はたらく神〉の神学』岩波書店 2012
- 『回心　イエスが見つけた泉へ』ぷねうま舎 2016
- 『創造的空への道　統合・信・瞑想』ぷねうま舎 2018
- 『宗教の行方』法藏館 2022
- 『超越のささやき』法藏館 2024

共編著
- 『聖書の世界』第5巻, 新約 第1 田川建三・荒井献共著, 講談社 1970
- 『神はどこで見出されるか』 滝沢克己共編著, 三一書房 1977
- 『覚の宗教』 久松真一対話, 春秋社 1980
- 『仏教とキリスト教 滝沢克己との対話を求めて』阿部正雄共編著, 秋月龍珉・本多正昭共著, 三一書房 1981
- 『自我の行方』岸田秀・八木誠一対談, 春秋社 1982
- 『キリスト教の根拠と本質』理想社 1982
- 『歴史のイエスを語る キリスト教と仏教の対話のために』秋月龍珉共著, 春秋社 1984
- 『「般若心経」を解く 禅とキリスト教の対話』秋月竜珉共著, 講談社 1985
- 『キリスト教の誕生 徹底討議』秋月竜珉共著, 青土社 1985
- 『親鸞とパウロ 徹底討議』秋月竜珉共著, 青土社 1989
- 『直接経験 西洋精神史と宗教』西谷啓治対談, 春秋社 1989
- 『禅とイエス・キリスト 徹底討議』秋月竜珉共著, 青土社 1989
- 『ダンマが露わになるとき 仏教とキリスト教の宗教哲学的対話』秋月竜珉共著, 青土社 1990
- 『無心と神の国 宗教における〈自然〉 徹底討議』秋月竜珉共著 青土社 1996
- 『八木家の物語 北有馬』八木英太郎共著, 私家版 2008
- 『イエスの言葉／禅の言葉』上田閑照対談評釈, 岩波書店 2010
- 『終をみつめて　往復書簡　風のように』得永幸子共著,　ぷねうま舎 2017

翻訳
- 『イエス 』ルドルフ・ブルトマン著，川端純四郎共訳, 未来社 1963
- 『第四エズラ書』<聖書外典偽典 第5巻> 八木綾子共訳, 教文館 1976
- 『ヤコブ原福音書・トマスによるイエスの幼時物語』<聖書外典偽典 第6巻> 伊吹雄共訳, 教文館 1976
- 『キリスト教の絶対性を越えて 宗教的多元主義の神学』ジョン・ヒック, ポール・F.ニッター編, 樋口恵共訳 春秋社 1993
- 『イェシュア 現代人のモデル・イエス』L.スウィードラー著, 新教出版社 1994
- 『老年の豊かさについて』 キケロ著, 八木綾子共訳 法藏館 1999
  - 法蔵館文庫 2019
- 『ブッダとイエス・キリスト』リチャード・H.ドラモンド著, 田中友敏共訳, 法藏館 2007